# Benjamin Magnus Croneborg
Benjamin Magnus Månsson Croneborg, tidigare Nortman, född 2 december 1618, död 10 april 1677 i Stenberga församling, Jönköpings län, var en svensk militär.

## Biografi
Benjamin Magnus Croneborg var son till kyrkoherden Magnus Andreæ Choriander i Säters stadsförsamling och Christina Catharina Wichaea. Croneborg var med i trettioåriga kriget. Han var chef för ett kompani i Überlingen under överstelöjtnanten Ribbing. Croneborg blev major och kommendant på Friedlands slott i Böhmen 1647 och 1648. Han inristade en inskription på slottets mur. Han adlades 20 juli 1650 till Croneborg och introducerades i Sveriges riddarhus 1650 som nummer 494. Croneborg blev 1652 överstelöjtnant och kommendant på Laholms fästning. Han blev 2 juni 1658 generalauditör och justitiarie över garnisonerna i Skåne, Halland, Blekinge och Bornholm. Från 27 mars 1675 kallades han överstelöjtnant och kommendant. Han avled 1677 på Salshult i Stenberga församling och begravdes i Stenberga kyrka.
Croneborg ägde gårdarna Hasselås i Stenberga socken och Valstad i Gladhammars socken.

### Familj
Croneborg gifte sig första gången 19 november 1650 med Elisabet Crusebjörn (död 1656). Hon var dotter till landshövdingen Peter Kruse i Dalarnas län och Cecilia Rehn. De fick tillsammans sonen kaptenen Benjamin Magnus Croneborg (1650–1721) vid amiralitetet.
Croneborg gifte sig andra gången 2 mars 1657 med Maria Antonia Schmiedanin (död (1699). Hon var änka efter majoren Hans Salomonsson Stendorff på Frösö skans. Croneborg och Schmiedanin fick tillsammans barnen Maria Anna Elisabet Croneborg (1658–1733) som var gift med löjtnanten Isak Silfverhielm, Anna Catharina Croneborg (1660–1711) som var gift med assessorn Per Rääf i Småland, Christina Catharina Croneborg (född 1663) som var gift med kaptenen Simon Bengtsson vid Kronobergs regemente, löjtnanten Anton Efraim Croneborg (1665–1729) vid Kalmar regemente, Elisabet Croneborg (1667–1698) som var gift med kaptenlöjtnanten Abraham Moberg och korpralen Johan Benjamin Croneborg (född 1668) vid Smålands kavalleriregemente.

## Fotnoter
1. 1 2 3 4  Elgenstierna Gustaf, red (1926). Den introducerade svenska adelns ättartavlor 2 af Chapman-Fägerstråle. Stockholm: Norstedt. sid. 79-80. Libris 10076748